# Bahnhof Wattenscheid
Der Bahnhof Wattenscheid wurde Ende 2007 zu einem Haltepunkt zurückgebaut, er ist neben dem Haltepunkt Wattenscheid-Höntrop einer von zwei SPNV-Halten im heutigen Bochumer Stadtbezirk beziehungsweise der ehemals eigenständigen Stadt Wattenscheid.
Er liegt südlich der Wattenscheider Innenstadt an der Bundesautobahn 40 und grenzt an das Industriegebiet West.

## Geschichte

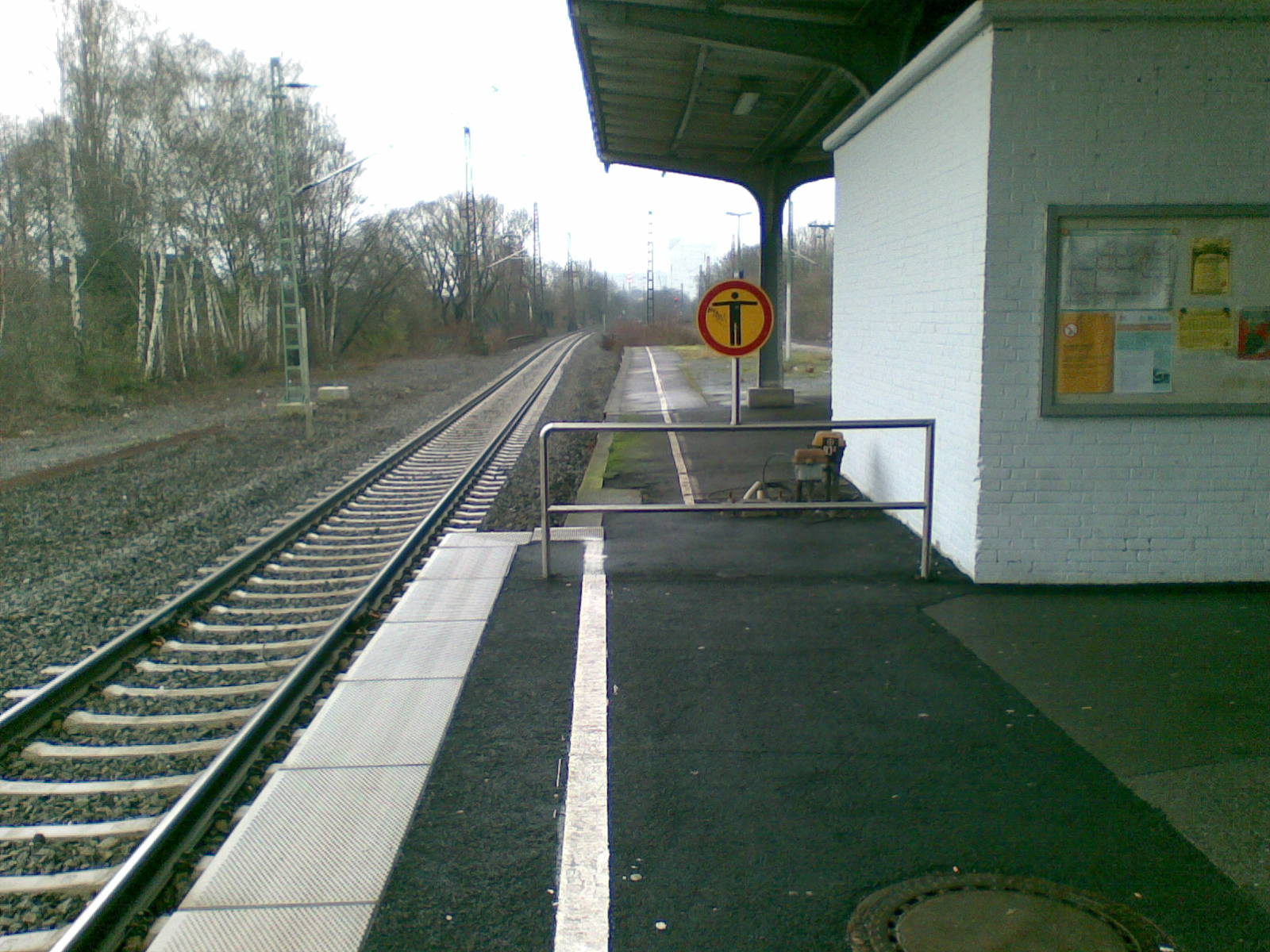
Das ehemalige Überholgleis wurde an den Bahnsteig verschwenkt, der Bahnsteig verbreitert und gekürzt.

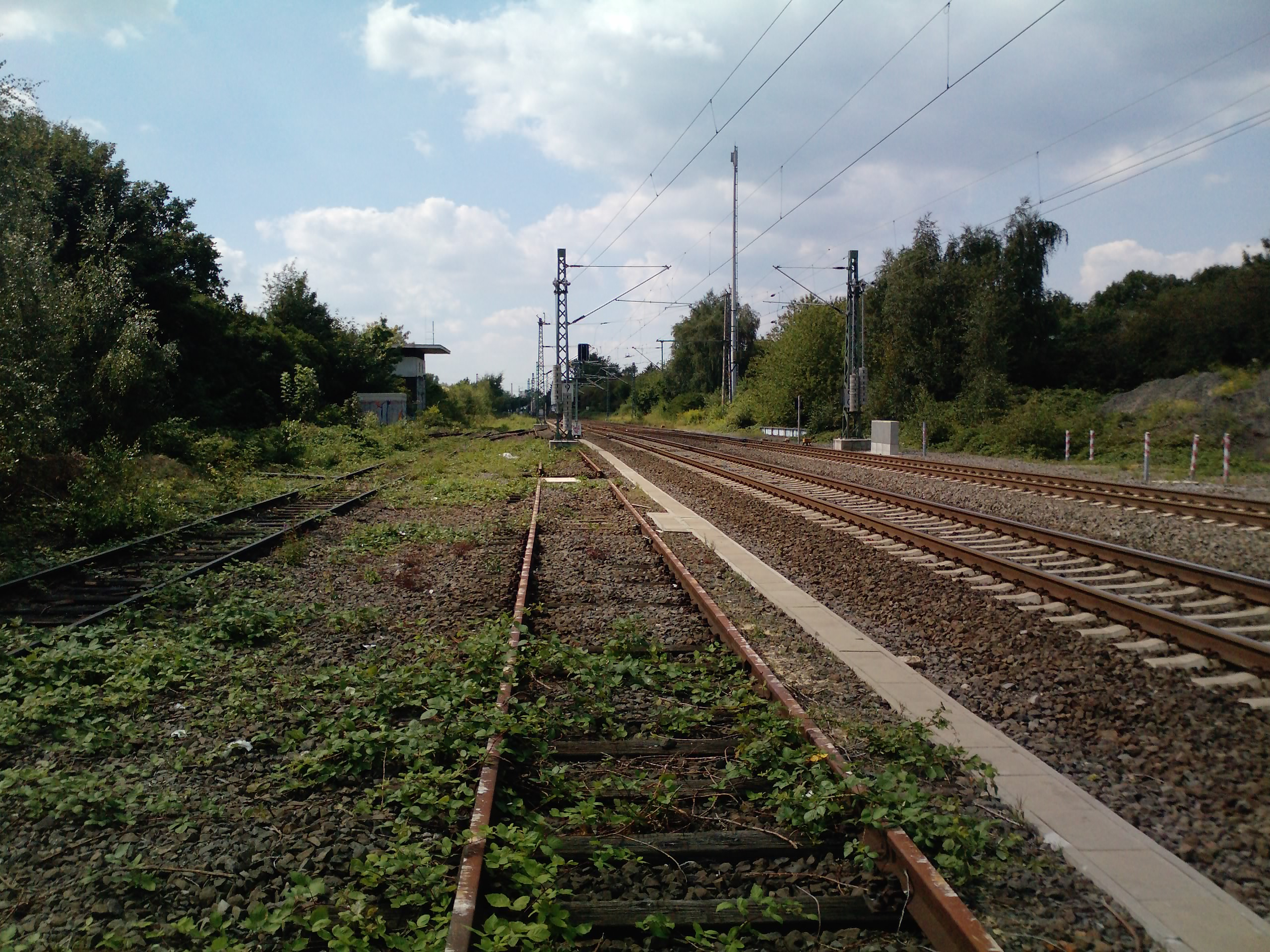
Von den Anlagen des ehemaligen Bahnhofs sind heute nur noch zwei Weichenpaare als Überleitstelle in Betrieb. Hinten links ist das leerstehende Stellwerk zu erkennen.

Ein Bahnhof mit dem Namen Wattenscheid besteht an dieser Stelle seit 1874. Er entstand an einer Strecke der Bergisch-Märkischen Eisenbahn-Gesellschaft, die 1882 verstaatlicht wurde. Das heutige Empfangsgebäude stammt aus dem Jahre 1956 und ersetzte den Vorgängerbau aus dem Eröffnungsjahr. Der Neubau wurde nach der Höherlegung des Bahndamms infolge einer Bergsenkung notwendig. Die verglaste Empfangshalle war das Bindeglied zwischen einem zweigeschossigen Bürotrakt mit Fahrkartenausgabe, Expressgut- und Gepäckabfertigung sowie der eingeschossigen Bahnhofsgaststätte. Der Bahnhof verfügte damals über zehn Gleise und war einer von zwei Anschlüssen der Zeche Fröhliche Morgensonne an das Schienennetz. Das wenige hundert Meter westlich liegende Stellwerk Wf wurde 1957 errichtet.
Der Bahnhof war bis Ende August 1974 eine eigenständige Dienststelle. Am 1. Juni 1976 schlossen die Expressgut- und Gepäckabfertigung. Im Laufe des Jahres 1979 wurde der Bürotrakt zur zentralen Abrechnungskasse des Verkehrsverbundes Rhein-Ruhr umgebaut, in der das gesammelte Geld aus den Fahrkartenautomaten abgerechnet wird. Die Gaststätte wurde später an eine Kneipe verpachtet, die Empfangshalle dient nur noch als Durchgang zu den Bahnsteigen. Mit Ende des Zechenbetriebs wurden die Gütergleise zurückgebaut. Die heutige Überleitstelle wurde nicht als solche errichtet, sondern geht aus vier Weichen hervor, die beim Rückbau beibehalten wurden, woraus sich auch der ungewöhnliche Versatz der Weichenpaare von fast 500 Metern ergibt.

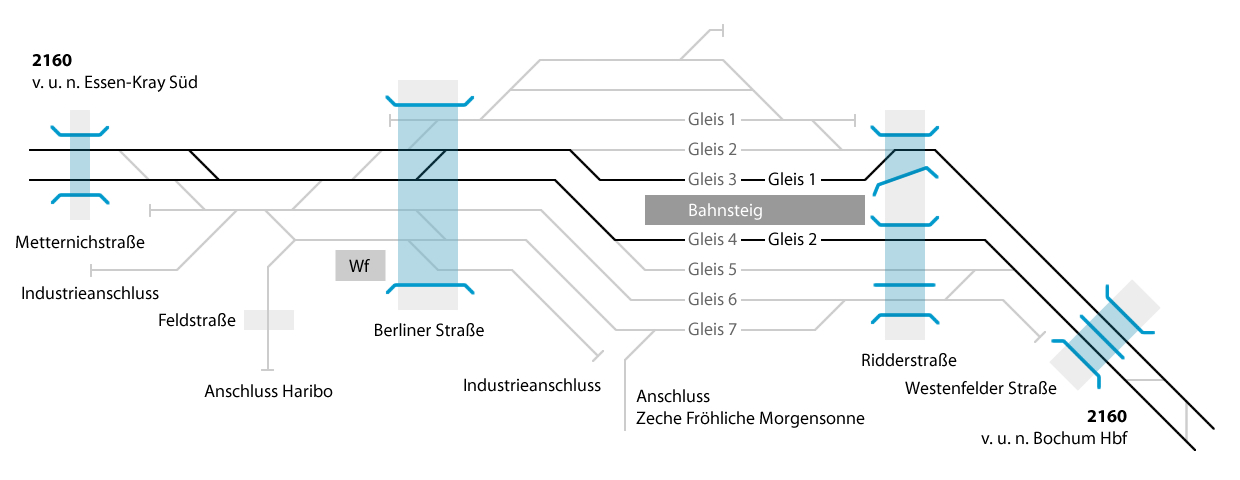
Gleisplan vor 2006

Nachdem Anfang 2006 das bahnsteiglose Überholgleis Richtung Dortmund und Ende 2007 das Überholgleis in Richtung Essen demontiert wurden, besitzt der Bahnhof Wattenscheid nur noch zwei Gleise mit Mittelbahnsteig. Mit dem Fahrplanwechsel 2007/2008 wurden die Gleise neu nummeriert, die verbliebenen Bahnsteiggleise 3 und 4 heißen seitdem 1 und 2. Da die beiden Brücken östlich des Bahnhofs nur für die Außengleise errichtet wurden, war es erforderlich, die Nutzlänge des Bahnsteigs von 310 Meter auf 250 Meter zu verkürzen und ihn auf einem Teilstück zu verbreitern. 
Instand gehalten wurden von der verbleibenden Länge nur etwa 200 Meter, weshalb es für den Halt der ersten Züge des Rhein-Ruhr-Expresses ab dem 9. Dezember 2018 erforderlich ist, ihn auf einem Teilstück neu zu bauen.
2008 hat die Deutsche Bahn Gleise, Gleisbett, Signale und Oberleitungen in Wattenscheid erneuert, die defekte Bahnhofsuhr im Eingangsbereich entfernt und die zwei vorhandenen Fahrkartenautomaten durch einen neuen ersetzt. Seit 2008 wird die Überleitstelle vom ESTW Bochum Nord ferngesteuert. Das Relaisstellwerk am Bahnhof ist seitdem außer Betrieb, jedoch noch erhalten. In den jahrelang leerstehenden Räumlichkeiten haben ein Schnellrestaurant und ein Kiosk eröffnet.
Seit 2009 wurden weitere Arbeiten zur Modernisierung der Strecke im Bereich des Bahnhofs ausgeführt, so ein vollständiger Rückbau der alten Rangiergleise und Industrieanschlüsse und abschließende Oberleitungsarbeiten.

## Bedienung

### Regionalverkehr
Wattenscheid wird im Schienenpersonennahverkehr von vier Regional-Express- und einer Regionalbahn-Linie bedient. Neben Bochum Hauptbahnhof ist er der einzige Bahnhof im Stadtgebiet von Bochum, an dem Regional-Express-Züge halten.
Die Züge der S-Bahnlinie S 1 verkehren zwischen Bochum und Essen über die südlicher gelegene S-Bahn-Trasse und bedienen statt Wattenscheid den Haltepunkt Wattenscheid-Höntrop.
| Linie       | Linienverlauf | Takt   | Betreiber        |
| ----------- | --- | ------ | ---------------- |
| RE 1 (RRX)  | NRW-Express: Aachen Hbf – Aachen-Rothe Erde – Eilendorf (ein Zugpaar) –Stolberg (Rheinl) Hbf – Eschweiler Hbf – Langerwehe – Düren – Horrem – Köln-Ehrenfeld – Köln Hbf – Köln Messe/Deutz – Köln-Mülheim – Leverkusen Mitte – Düsseldorf-Benrath – Düsseldorf Hbf – Düsseldorf Flughafen – Duisburg Hbf – Mülheim (Ruhr) Hbf – Essen Hbf – Wattenscheid – Bochum Hbf – Dortmund Hbf – Dortmund-Scharnhorst (nicht stündlich, im Wechsel mit Nordbögge) – Dortmund-Kurl – Kamen-Methler – Kamen – Bönen-Nordbögge (nicht stündlich, im Wechsel mit Dortmund-Scharnhorst) – Hamm (Westf) Hbf Stand: Fahrplanwechsel Dezember 2023 | 60 min | National Express |
| RE 6 (RRX)  | Rhein-Weser-Express: Köln/Bonn Flughafen – Köln Hbf – Dormagen – Neuss Hbf – Düsseldorf-Bilk – Düsseldorf Hbf – Düsseldorf Flughafen – Duisburg Hbf – Mülheim (Ruhr) Hbf – Essen Hbf – Wattenscheid – Bochum Hbf – Dortmund Hbf – Kamen – Hamm (Westf) Hbf – Heessen – Ahlen (Westf) – Beckum-Neubeckum – Oelde – Rheda-Wiedenbrück – Gütersloh Hbf – Bielefeld Hbf – Herford – Löhne (Westf) – Bad Oeynhausen – Porta Westfalica – Minden (Westf) Stand: Fahrplanwechsel Dezember 2023 | 60 min | National Express |
| RE 11 (RRX) | Rhein-Hellweg-Express: Kassel-Wilhelmshöhe – Hofgeismar – Warburg (Westf) – Willebadessen – Altenbeken – Paderborn Hbf – Lippstadt – Soest – Hamm (Westf) Hbf – Kamen – Dortmund Hbf – Bochum Hbf – Wattenscheid – Essen Hbf – Mülheim (Ruhr) Hbf – Duisburg Hbf – Düsseldorf Flughafen – Düsseldorf Hbf Abschnitt Düsseldorf–Hamm entfällt aufgrund einer angespannten Personalsituation bis auf einzelne Fahrten. Stand: Februar 2025 | 60 min | National Express |
| RE 16       | Ruhr-Lenne-Express: Essen Hbf – Wattenscheid – Bochum Hbf – Witten Hbf – Wetter (Ruhr) – Hagen Hbf – Hohenlimburg – Iserlohn-Letmathe – Letmathe-Dechenhöhle – Iserlohn Stand: Fahrplanwechsel Dezember 2023 | 60 min | VIAS             |
| RB 40       | Ruhr-Lenne-Bahn: Essen Hbf – Essen-Kray Süd – Wattenscheid – Bochum Hbf – Witten Hbf – Wetter (Ruhr) – Hagen-Vorhalle – Hagen Hbf Stand: Fahrplanwechsel Dezember 2021 | 60 min | DB Regio         |

### Stadtverkehr
Die Haltestelle Wattenscheid Bahnhof befindet sich circa 100 Meter entfernt auf der Bahnhofstraße unter der Autobahnbrücke und wird im öffentlichen Personennahverkehr durch die Buslinien SB33, 344, 365, 386 und 389 sowie am Wochenende/Vorfeiertags nachts durch die Linie NE6 bedient.
Die Straßenbahnlinien 302 und 305/310 verkehren an den Haltestellen August-Bebel-Platz und Höntrop Kirche, die von hier ohne Umstieg mit dem Bus zu erreichen sind.
Alle Buslinien werden von der BOGESTRA betrieben. Fahrzeiten sind den Fahrplänen zu entnehmen.
| Linie | Verlauf | Takt (Mo–Fr) |
| ----- | --- | ------------ |
| SB33  | Wattenscheid August-Bebel-Platz – Wattenscheid Bf – Ruhr-Universität (verkehrt nur während der Vorlesungszeit) | 60 min       |
| 344   | BO-Wattenscheid Freiheitstr. – August-Bebel-Platz – Wattenscheid Bf – Höntrop Kirche – WAT-Höntrop – Eppendorf – BO-Weitmar – Querenburg, Ruhr-Universität – Querenburg, Hustadt – Hochschule Bochum | 30 min       |
| 365   | Bochum Hbf – Bochum Rathaus – Schauspielhaus – Bergmannsheil – Werk Eickhoff – Bärendorf – Weitmar Mitte – Munscheid – Eppendorf In der Mark – WAT-Höntrop – Höntrop Kirche – Wattenscheid Bf – Wattenscheid August-Bebel-Platz (← Leithe) – Wattenscheid, Ottostr.                                                                                          | 30 min       |
| 386   | Bochum-Wattenscheid, Schlaraffiastr. – Wattenscheid Bf – Wattenscheid August-Bebel-Platz – Westenfeld Auf dem Hagedorn | 60 min       |
| 389   | Gelsenkirchen Hbf – Gelsenkirchen-Neustadt – Marienhospital Gelsenkirchen – Bochum-Wattenscheid-Leithe – Wattenscheid August-Bebel-Platz – Wattenscheid Bf – Höntrop Kirche – WAT-Höntrop – Höntrop Gerdes Feld – Bochum-Eiberg Zilleweg | 15/30 min    |
| NE 6  | Bochum Hbf → Bochum Rathaus → Bochum West Bf → Ehrenfeld → Höntrop Kirche → Wattenscheid Bf → Bochum-Wattenscheid August-Bebel-Platz → Westenfeld → Bochum-Eiberg Zilleweg → Höntrop Gerdes Feld → Wattenscheid-Höntrop → Höntrop Kirche → Ehrenfeld → Bochum West Bf → Bochum Rathaus → Bochum Hbf In der Nacht zum Samstag, zum Sonntag und vor Feiertagen | 60 min       |

### Betriebsstörungen
Ist aufgrund von Bauarbeiten oder anderen Einschränkungen ein Fahrbetrieb durch Wattenscheid nicht oder nur eingleisig möglich, werden die Züge unter erleichterten Bedingungen über Wattenscheid-Höntrop sowie vereinzelt über Gelsenkirchen Hauptbahnhof umgeleitet und verspäten sich dadurch um 10 bis 21 Minuten. Ein Gleiswechselbetrieb ist möglich, wird jedoch nur zur Schwachverkehrszeit durchgeführt. Bei baubedingten Umleitungen wird ein Schienenersatzverkehr mit Bussen oder Taxis eingerichtet.
Herauszuheben sind die Maßnahmen im Rahmen der Weichenbauarbeiten an der Abzweigstelle Essen-Kray Süd, aufgrund derer die Strecke vom 17. bis zum 27. Juli 2009 durchgehend gesperrt war. Seit dem Ausbau sämtlicher Weichen Ende 2007 dürfen in Wattenscheid keine Züge enden, als einzige Linie sollte jedoch während der Arbeiten der regulär bis Essen Hauptbahnhof verkehrende Ruhr-Sieg-Express Wattenscheid bedienen und dort enden. Um ein Umsetzen der stündlich verkehrenden Züge zu ermöglichen, wurde der Haltepunkt wieder zum Bahnhof aufgewertet. Die ebenfalls in Essen Hauptbahnhof endende Ruhr-Lenne-Bahn wurde hingegen umgeleitet und hielt zusätzlich in Essen-Steele. Die Abellio Rail NRW richtete für die Dauer der Arbeiten einen Schienenersatzverkehr auf der Strecke Essen-Steele – Essen-Kray Süd – Wattenscheid – Wattenscheid-Höntrop ein, die Deutsche Bahn nach Bochum Hauptbahnhof und Wattenscheid-Höntrop.

## Bahnhofsanlage
Alle Züge Richtung Essen verkehren auf dem nördlichen Gleis 1, die Züge Richtung Bochum auf Gleis 2. Durchfahrende Züge passieren den Bahnhof mit bis zu 160 km/h, im Gleiswechselbetrieb mit bis zu 100 km/h. Die Überleitstelle darf bei Gleiswechsel mit 50 km/h befahren werden. Auf dem 76 Zentimeter hohen Mittelbahnsteig befinden sich ein Fahrkartenautomat sowie mehrere Schaukästen mit aktuellen Fahrplänen und Baustellenhinweisen. Er ist auf einem Teilstück überdacht und war nicht barrierefrei zu erreichen. 2023 wurden hier im Interesse der Barrierefreiheit die Stufen am Zugang des Empfangsgebäudes um eine Rampe ergänzt und eine Aufzugsanlage eingebaut. Das gesamte Bahnhofsumfeld wird in diesem Sinn umgebaut.
Der Bahnhof verfügt seit Herbst 2010 über eine Abfahrtstafel im Foyer sowie über Zugzielanzeiger am Bahnsteig. Zur Fahrgastinformation werden darüber hinaus automatische Ansagen eingesetzt. Im Bahnhofsgebäude befindet sich seit 2019 nur noch ein Kiosk.
Als Park-and-ride-Station hat der Bahnhof bis heute eine erhebliche Bedeutung sowohl für die umliegenden als auch weiter entfernteren Stadtteile, zumal die Anschlussstelle (#30 Wattenscheid) der Bundesautobahn 40 ihm direkt gegenüberliegt.

## Zukunft

### Zukünftige Bedienung
Um den Nahverkehr für Pendler attraktiver zu machen, soll der Rhein-Ruhr-Express die Städte zwischen Köln und Dortmund im 15-Minuten-Takt verbinden. Da momentan die Strecke zwischen Essen und Bochum über Wattenscheid überlastet ist (u. a. durch den Rückbau der Überholgleise für den Fernverkehr 2006/2007), werden zur Realisierung dieses Taktes die Halte in Wattenscheid von fünf pro Richtung und Stunde auf zwei reduziert:
Die Linien RE 16 und RB 40 sollen zudem auf die am südlichen Rand von Wattenscheid gelegene Trasse der Linie S 1 (Essen Hbf – Essen-Steele – Wattenscheid-Höntrop – Bochum Hbf) verlegt werden.
Die künftigen Linien RRX 4 und RRX 6 werden nach aktueller Planung Wattenscheid ohne Halt durchfahren, somit findet hier nur noch eine halbstündliche Bedienung durch die Linien RRX 1 und RRX 2 statt.

### Kritik
Die Bezirkspolitik kritisiert das konkrete Vorhaben in Wattenscheid als Notlösung auf Kosten der Bürger. Die Strecke über Wattenscheid-Höntrop würde überlastet. Inklusive der Taktverdichtung der S 1 auf einen 15-Minuten-Takt (2019) würde die Strecke von dann zwölf Zügen pro Stunde genutzt (Verdoppelung des Zugverkehrs auf dieser Trasse gegenüber 2018). Demzufolge wird mit deutlich höheren Lärmemissionen gerechnet, da die Bahn keinen zusätzlichen Lärmschutz vorsieht. Es gibt zusätzlich auch Angst vor Bergschäden, da im Bereich um den Bahnhof viele Schächte liegen, die teilweise im wilden Bergbau entstanden. Ein prominentes Beispiel dafür ist der „Krater von Wattenscheid“, der im Jahre 2000 für Aufsehen sorgte.
Rein infrastrukturell betrachtet werden zum einen erhebliche Probleme bei der Parkplatzsituation erwartet, da am S-Bahnhof Wattenscheid-Höntrop nur etwa 75 Parkplätze zur Verfügung stehen, die schon zum heutigen Zeitpunkt die Nachfrage nicht decken können, wodurch sich die Parksituation in den benachbarten Wohnstraßen verschärft. Am Bahnhof Wattenscheid hingegen gibt es circa 280 Pendlerparkplätze mit direkter Autobahnanbindung und hoher Auslastung. Zum anderen nutzen etwa 5320 Pendler (2020) pro Werktag den Bahnhof, darunter viele Schüler der benachbarten Berufsschulen.
Ein weiterer Grund gegen die Verlagerung ist der geringe Nutzen für Pendler, wenn der Rhein-Ruhr-Express Wattenscheid teilweise nicht mehr bedient. Zum Vergleich: aktuell benötigt ein ICE für die Strecke zwischen Essen und Bochum circa neun Minuten, der lokbespannte RE 1 mit Halt in Wattenscheid benötigt für die gleiche Strecke im schlechtesten Fall zwei Minuten länger, er kann aber auch eine Minute schneller sein. Maßgebend dafür sind vor allem die geringen Einfahrgeschwindigkeiten auf Nebengleisen in Bochum (60 km/h) und Essen. Durch geplante Umbaumaßnahmen am Bochumer Hauptbahnhof und spurtstärkere Triebzüge, die für den RRX eingesetzt werden, könnte der kleine Zeitnachteil durch den Halt reduziert oder wahrscheinlich sogar aufgehoben werden. Dem gegenüber stehen rund 20 Minuten längere Wartezeit für das Erreichen des nächsten Bahnhofes von Wattenscheid aus.
Eine Folge der Taktreduzierung kann ein Umstieg von Pendlern auf das Auto sein, da der Großteil der rund 72.000 Einwohner Wattenscheids täglich nur eine Station nach Essen oder Bochum pendelt. Der Vorteil der kurzen Fahrzeit von nur fünf bis sieben Minuten gegenüber dem Auto wäre durch die schlechte Taktung nicht mehr gegeben.
Die Wattenscheider Lokalpolitik fordert, die Verlagerung der Linien zu stoppen und alle vier RRX-Linien in Wattenscheid halten zu lassen. Dazu könnten die stillgelegten Gleise reaktiviert werden.
Laut Aussagen der Deutschen Bahn im frühen Stadium der RRX-Planung sei ein Halt aller Linien in Wattenscheid auch ohne diese Maßnahmen ohne betriebliche Auswirkungen möglich.

### Sanierung
Im Jahr 2014 konkretisierten sich die Planungen zur Sanierung, zum behindertengerechten Ausbau und zur Herstellung des Stationsstandards für RRX-Halte. Wattenscheid wurde als einer von sechs Bahnhöfen in die Nachrückerliste der Modernisierungsoffensive 2 (MOF2) gewählt, welche von Bund, dem Land Nordrhein-Westfalen und der Deutschen Bahn vorangetrieben wird. Die Sanierungsnotwendigkeit wurde u. a. nach den Kriterien Zustand und Lebensdauer der Bahnhöfe, Anzahl der Fahrgäste, Barrierefreiheit, Aufenthaltsqualität und Kosteneffizienz sowie der Verknüpfung mit anderen Verkehrsträgern bewertet.
Konkret sollen in Wattenscheid folgende Maßnahmen realisiert werden:
- Barrierefreiheit durch Aufzugneubau
- Modernisierung der Beschallung und Beleuchtung
- Neubau und Verlängerung des Bahnsteigs auf 220 Meter (der Bahnsteig wurde im Rahmen der Herabstufung auf zwei Gleise von 350 Metern verkürzt).
- Wetterschutz
- Videoüberwachung
- Dachsanierung[12]

Die konkrete Planung wurde im Januar 2016 begonnen, der Beginn der Arbeiten war ab 2018 geplant. Das Investitionsvolumen betrug rund eine Million Euro. Die Bauzeit sollte zwischen sechs und zwölf Monaten betragen. Die Bauarbeiten begannen im Sommer 2019 und wurden 2020 abgeschlossen.